# Stenhypena minimata
Stenhypena minimata är en fjärilsart som beskrevs av Embrik Strand 1919. Stenhypena minimata ingår i släktet Stenhypena och familjen nattflyn. Inga underarter finns listade i Catalogue of Life.